# ムラサキイガイ
ムラサキイガイ（紫貽貝、学名：Mytilus galloprovincialis）は、イガイ目イガイ科に属する二枚貝の1種である。別名をチレニアイガイという。
ヨーロッパでは同属のヨーロッパイガイ (M. edulis) などと共に食用とされ、洋食食材にする場合は近似種とともにムール貝 (仏 moule）と呼ばれる。日本でも20世紀後半から食材とされるようになり、地方によっては在来種のイガイ (M. coruscus) などとの混称で「シュウリ貝」「ニタリ貝」とも呼ばれる。「カラス貝」「ムラサキ貝」と呼ばれることもあるが、カラスガイ（イシガイ科）やムラサキガイ（シオサザナミガイ科）とは全くの別種である。
食用として利用される一方で代表的な汚損生物ともなっており、IUCNの「世界の侵略的外来種ワースト100」にもチレニアイガイの名で選定されている。

## 分布
原産地は地中海沿岸を中心とした地域だが、船舶の底に付着、あるいは幼生がバラスト水に混入するなどして世界中に分布を広げた。日本では1932年に神戸港で初めて発見され、1950年代頃までには全国に分布を広げた。ヨーロッパ以外では外来種。繁殖力が強く、足糸も強靭で容易に剥がすこともできず、もはや人力の駆除が不可能なほど各地に定着し、生態系に組み込まれているのが現状である。ミドリイガイより低温域に分布し、29℃以上の高水温での死滅が報告されている。

## 形態
殻はやや偏った水滴型で、大型のものでは殻長10cm 以上になるが、普通は5cm 前後。殻はあまり膨らまず、左右にやや平たい。外側は光沢がある黒褐色から黒青色。内側は青白色をしており、部分的に弱い真珠光沢を持つ。「ムラサキ」の名があるが、黒褐色の殻皮が剥げた殻はむしろ紺色に近い。尖った部分は殻の前端であるが、殻頂が極端に前方に偏しているため、前端部と殻頂とがほぼ同じ場所にある。反対側の丸く広がった方が後端で、直線的に殻が開く部分が腹側、両殻がつながっている部分が背中である。殻はアサリなどに比べると薄く、やや弾力がある。前端から外側に広がる弧状の弱い成長線があるが、表面は概して滑らかで、殻面にはフジツボ類や管棲ゴカイ類などが着生していることも多い。
腹側の殻の隙間から足糸（そくし）を何本も出して体を海中の岩などに固定するが、若い個体は自分で足糸を切り離し付け直すのを繰り返しながらわずかずつ移動することもできる。足は細長い指状で一見貧弱だが、伸縮や屈曲は驚くほど自由である。この足の根元から先端までは溝が走り、溝の最上奥部にある足糸腺から分泌されたタンパク質はこの溝を鋳型として足糸となる。足糸を接着したい対象に足の先端部を密着させたまま足糸形成をすることで、足糸の一端をその対象に接着させる。足糸は非常に強靭で、接着力も強いため、水中接着剤開発のための研究対象となっている。

## 生態

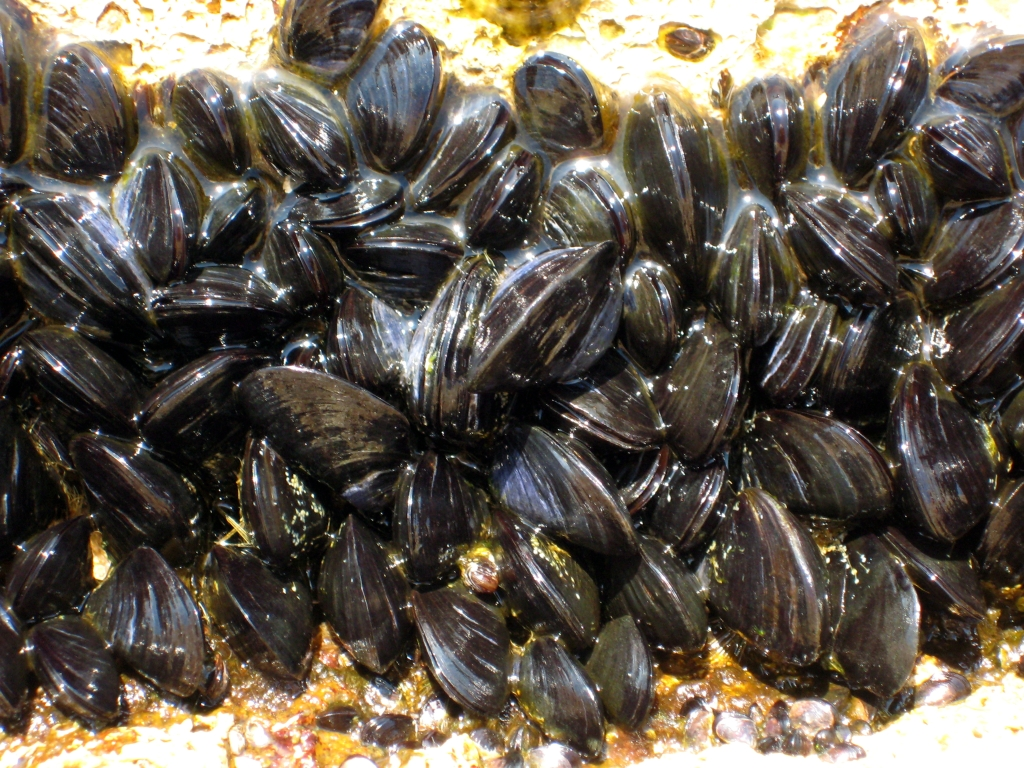
岩に密生しているムラサキイガイ

内湾や港など、波の穏やかな潮間帯から浅い海までの人工物や岩礁に多く、外洋に面した岩礁には少ない。繁殖期は冬季でカキ類よりも幼生の放出及び浮遊期間は長い。大小さまざまな個体が集団で生活するので、ムラサキイガイが集団で付着した海中の岩礁や防波堤、ブイ、船底などは真っ黒にふくらんで見えるほどである。食性は他の多くの二枚貝類と同様に濾過摂食で、海中のデトリタスやプランクトンを食べる。餌は後端の入水管から水と一緒に取り込むが、水管は外套膜が広がっただけのような簡素なもので、アサリのように長くはなく、ほとんど殻の外に出ない未発達なものである。糞や食用にされなかったゴミは粘液でまとめられて体外に出されて沈殿するため、他の濾過摂食型貝類と同様に懸濁物の多い水を透明にする働きがある。おもな天敵はクロダイ、ベラ類、フグ類などの肉食魚、またはイボニシなどの肉食巻貝類である。

### 環境への影響
在来の沿岸付着生物のフジツボや付着性の貝類のカキと生息域の競合を起こす。また、北海道に自然分布するキタノムラサキイガイとの交雑による遺伝的撹乱を起こしている。一方、海水の浄化能力は高く評価されるが増殖後の死亡個体による水質汚染も問題となる。ムラサキイガイが赤潮生物（植物プランクトン）を摂食する習性を利用した水質浄化の試みもなされている。洞海湾では北九州市により海水中に多く存在する窒素とリンを取り込み増殖した植物プランクトンをムラサキイガイに摂食させ、さらに成長したムラサキイガイを資源として陸上にて利用する方法を開発した。最近では洞海湾周辺の3つの小学校で、環境修復体験教室も行っている。
人の経済活動に対しては、カキなどの養殖筏や発電所の取水設備などにも大量に付着し、被害を与えることがある。

## 食材
元々日本には生息しない貝でもあり、和食ではあまり利用されていないが、瀬戸内海などで漁獲されるイガイと同様に「瀬戸貝」として炊き込みご飯などにすることがある。旬は、貝が肥える春から夏にかけてである。クロダイ、イシダイなどの釣り餌としても利用される。
洋食では、フランス料理やベルギー料理である白ワイン蒸しやビール蒸し（主にフライドポテトを付け合わせにして「ムール・フリット」として供される）、スペイン料理のパエリア、イタリア料理のスパゲッティ・アイ・フルッティ・ディ・マーレ（海の幸のスパゲッティ）、ギリシャ料理やトルコ料理のメゼなど、ヨーロッパ各地の様々な料理に用いられる。生貝として、および缶詰などの加工食品としても多く流通している。
近縁のムラサキインコ (Septifer virgatus (Wiegmann, 1837) )もムラサキイガイ同様に食用となり、非常に美味なダシが出る貝として知られている。

### 食中毒
ムラサキイガイは記憶喪失性貝毒や麻痺性貝毒、下痢性貝毒など多種の貝毒を蓄積する事が報告されている。二枚貝のうちでも貝毒の減毒が遅いことから長期間に渡り毒性を保ちやすく、麻痺や下痢などの食中毒を起こすことが多い。日本国内の場合、商品として出荷されるものは検査体制が確立しているため、売られているものを食べる場合は危険性が少ないが、天然のものを捕獲して食用とする場合は注意が必要である。日本では2013年4月に大阪湾の岸壁に定着している本種の喫食による食中毒事件が発生した。